# Mester László
Mester László (Kispest, 1946. szeptember 24. – 2025. március 15. vagy előtte) magyar jogász, Budapest XVIII. kerületének volt polgármestere (1994–2010), volt országgyűlési képviselő (2002–2010).

## Élete
Szüleivel kétéves korában Pestszentlőrincre, az Állami lakótelepre költöztek. Általános iskolai tanulmányait is ott végezte. Középiskolai tanulmányainak befejezése után segédmunkásként dolgozott a katonai szolgálat kezdetéig. Leszerelés után, 1967-ben a Malév légiirányító gyakornoka, majd a sikeres hatósági szakszolgálati vizsga után évekig légiforgalmi-irányító, később ügyintéző. 1983-ban szerzett diplomát a pécsi Janus Pannonius Tudományegyetem Állam- és Jogtudományi karán. 1990-től köztisztviselő az APEH Pest Megyei Igazgatóságán, 1991 és 1993 között az Országgyűlés Hivatalának jogi főelőadója. 1992-től egy gazdasági társaság ügyvezető igazgatója.

## Társadalmi tevékenysége
A KISZ-ben töltött be különböző beosztásokat. 1975-től tagja volt az MSZMP-nek. Alapító tagja a MSZP-nek. 1989-1991 között az MSZP XVIII. kerületi szervezetének elnöke, 1998-2000 között az MSZP budapesti elnökségi tagja. A rendszerváltás után megalakult első képviselő-testületben Budapest XVIII. kerületében önkormányzati képviselő, a Testületi és Ügyrendi Bizottság elnöke. 1994. december 11-e óta a kerület polgármestere. 2002-ben és 2006-ban már az első fordulóban mandátumot szerzett. és Országgyűlési képviselő lett. 1998. decembere óta a Budapesti Külső Kerületek Szövetsége elnöke, a 2006-2010-es parlamenti ciklusban az MSZP-frakció helyettes vezetője volt. A 2010-es országgyűlési választáson sem egyéniben, sem a budapesti pártlistáról nem szerzett mandátumot.

## Kitüntetései
- Honvédelemért cím II. fokozat.
- XVIII. kerület díszpolgára (2021.02.17)